# オオチョウザメ

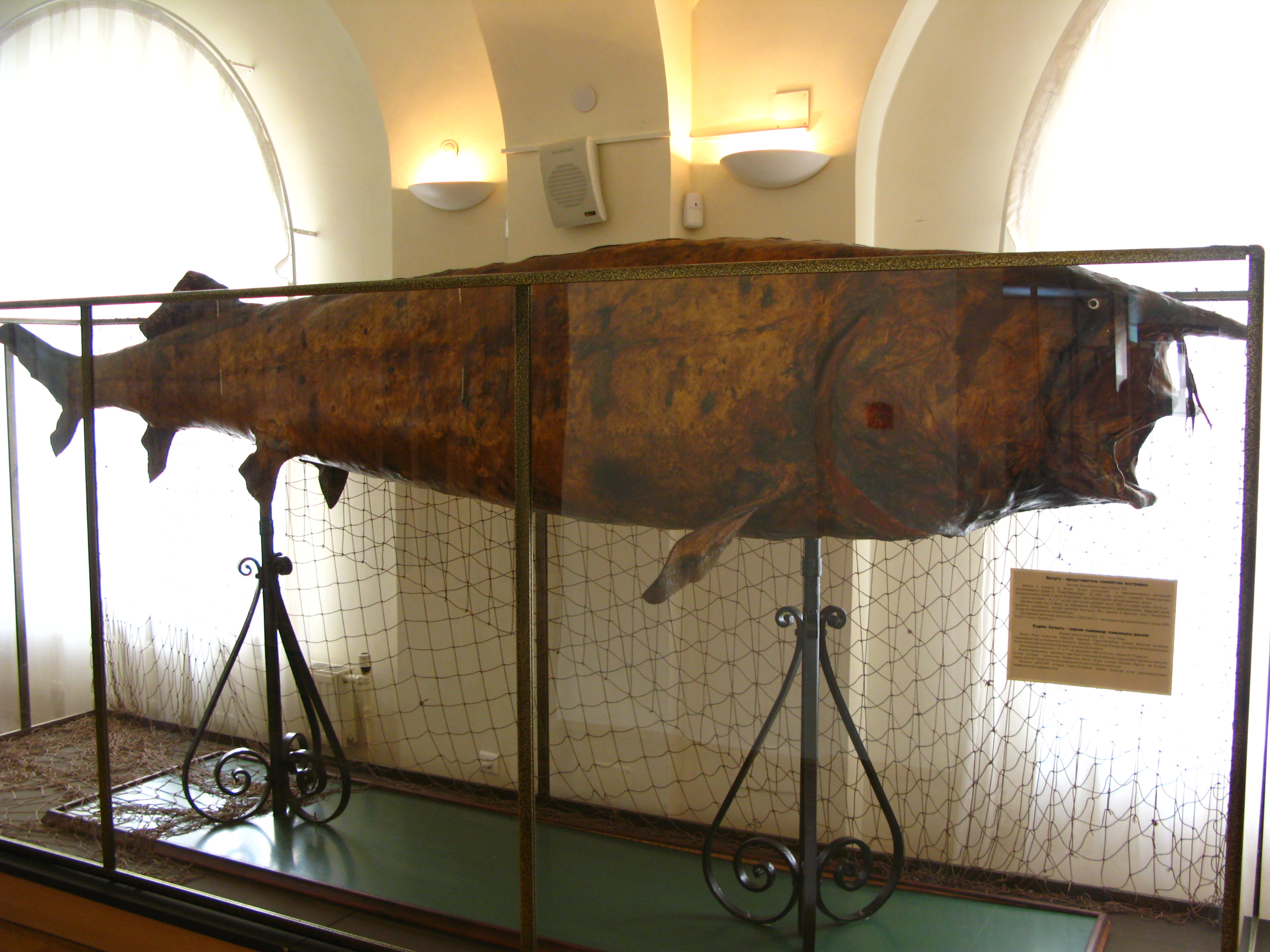
ボルガ川で獲れた体長417cm、体重1,000kgのオオチョウザメ

オオチョウザメ（ベルーガ、大蝶鮫・大鱘魚、Huso huso、英: Beluga; Beluga sturgeon; European sturgeon）は、チョウザメ目チョウザメ科の遡河性の魚である。主にカスピ海や黒海で見られ、アドリア海でも見られることがある。キャビアとして有名な魚卵を採取するために捕獲される。体長は6m近くに達するが、118年まで生きるものもあるなど長寿であり、ゆっくり成長する。乱獲や密猟によって個体数が減ったため、多くの政府がその取引を禁止している。最も近縁な種はダウリアチョウザメ（Huso dauricus、英: Kaluga）である。
英語名はベルーガ(beluga)であるが、哺乳類のシロイルカとは関係なく、同じくロシア語で「白い」を意味する белый（ベールイ）に由来する белуга (beluga) または белуха (belukha) という言葉が語源である。

## 行動
オオチョウザメは、他の魚を捕食する。
他の多くのチョウザメと同様に、オオチョウザメも産卵のために生まれた川を遡上する。したがって、チョウザメは海魚に分類されることもあるが、ほとんどの研究者は川魚であると考えている。

## 大きさ
オオチョウザメは体長8.6m、体重2,700kgにも達したという記録があり、ピラルクやメコンオオナマズやハシナガチョウザメを超えて世界最大の淡水魚とされる。この質量だと、硬骨魚綱で最大とされるマンボウよりも重い。しかし、一般に認められている記録では、1827年にボルガ川の河口で捕獲された体長7.2m、体重1,476kgの個体が最大とされる。ただし『最大の淡水魚』は定義が曖昧であり、オオチョウザメは海水でも生きる能力を持つことから、ピラルクー、ヒマンチュラ・チャオプラヤやメコンオオナマズが最大の淡水魚であると考える研究者もいる。オオチョウザメは生涯成長するため、このような大きさになる個体は既にかなりの年齢であり、漁獲が盛んな近年では稀である。近年捕られる平均的なオオチョウザメは、体長142-328cm、体重19-264kg程度である。メスのオオチョウザメは、オスよりも20%程度大きい。

## キャビア
ベルーガ・キャビアは、世界的な珍味である。一方でその肉はそれほど好まれない。ベルーガ・キャビアは昔から稀少で高価であったが、近年はオオチョウザメが絶滅の危機にあるため、ますます稀少で高価になってきている。

## 保全状態
国際自然保護連合は2010年以降オオチョウザメの自然保護状態を「絶滅寸前」と分類している。ベルヌ条約の付属書IIIでは、「保護種」に指定されており、絶滅のおそれのある野生動植物の種の国際取引に関する条約の付属書IIで貿易が制限されている。また地中海の個体はベルヌ条約の付属書IIで強力に保護され、全ての故殺が禁止されている。
合衆国魚類野生生物局は、2005年10月6日からカスピ海産のベルーガ・キャビア及びその他のオオチョウザメ製品の輸入を禁止している。また2006年に絶滅の危機に瀕する種の保存に関する法律が成立すると、アメリカ合衆国は全てのベルーガ・キャビアの輸入を禁止した。